# Lotoxalis yucatanensis
Lotoxalis yucatanensis là một loài thực vật có hoa trong họ Chua me đất. Loài này được Rose mô tả khoa học đầu tiên năm 1906.